# Le Pradal
Le Pradal är en kommun i departementet Hérault i regionen Occitanien i södra Frankrike. Kommunen ligger i kantonen Bédarieux som tillhör arrondissementet Béziers. År 2022 hade Le Pradal 325 invånare.

## Befolkningsutveckling
Antalet invånare i kommunen Le Pradal
Referens:INSEE